# Аналогия (право)
Аналогия в праве представляет собой один из способов преодоления пробелов в законодательстве, необходимый для целей правоприменения. 
Обычно понятие правовой аналогии понимается в двух смыслах — как аналогия закона и аналогия права:
- Аналогия закона есть применение к не урегулированному конкретной нормой правоотношению нормы закона, которая регламентирует сходные отношения. Необходимость применения данного приема обусловлена тем, что решение по любому делу обязательно должно иметь правовое основание. Поэтому в случае отсутствия нормы, прямо предусматривающей спорный случай, требуется отыскать норму, регулирующую возможно более сходные со спорным отношения.
- Аналогия права — применение к спорному отношению, которое не урегулировано некой конкретной нормой и на которое нельзя распространить действие регулирующей подобные отношения нормы, общих начал и смысла (то есть принципов) законодательства.

В российском законодательстве применение аналогии права и закона закреплено, в частности, частью четвёртой статьи первой ГПК РФ.
Условия применения этих аналогий прямо предусмотрены в действующем гражданском законодательстве. В соответствии со ст. 6 ГК РФ аналогия закона используется в случаях, когда отношения, подлежащие гражданско-правовому регулированию, «прямо не урегулированы законодательством или соглашением сторон и отсутствует применимый к ним обычай делового оборота». При использовании же аналогии права (пункт 2 ст. 6) необходимо исходить не только из общих начал и смысла гражданского законодательства, но и «требований добросовестности, разумности и справедливости».
Аналогия во всех случаях допустима лишь тогда, когда данный вопрос прямо не урегулирован в законе и законодатель не связывает наступление юридических последствий только с конкретным законом, а соответствующий вопрос все же находится в сфере права, требует юридического решения.

Аналогия должна применяться строго в соответствии с требованиями законности. Поэтому и использовать аналогию могут только органы правосудия – суды с соблюдением всех процессуальных норм и процессуальных гарантий (с заслушиванием мнения сторон в процессе, с указанием в решении, что оно принято на основании применения аналогии, с возможностью обжалования и опротестования такого решения и др.). Выработанное с помощью аналогии решение юридического дела не должно противоречить действующему законодательству. 
В то же время решения суда в случаях, когда применяется аналогия, содержат правоположения, которые существенно обогащают юридическую практику и могут послужить основой для развития законодательства.
Известно, что право воздействует не на все, а лишь на часть общественных отношений. Эта часть имеет основополагающее значение для общества, в силу чего нуждается в охране со стороны государства. Все иные отношения, не затрагивающие нормальную жизнедеятельность общества, должны быть свободны от правового регулирования, в том числе от применения аналогии закона и аналогии права.
Следовательно, аналогия закона и аналогия права восполняют пробелы только в той сфере общественных отношений, которые подвергнуты правовому регулированию.
Так, применение аналогии права и аналогии закона в гражданском праве при решении имущественных споров объясняется тем, что ни один имущественный спор по своей значимости не может не быть правовым и отказ в рассмотрении дела по мотивам отсутствия соответствующей нормы права противоречил бы задаче обеспечения законных интересов граждан, государственных и иных организаций.